# قطر انرژی
قطر انرژی (به عربی: قطر للطاقة) شرکت دولتی نفت‌وگاز قطر است، که در زمینه اکتشاف، استخراج، پالایش، انتقال و ذخیره‌سازی نفت خام، گاز طبیعی و تولید ال‌ان‌جی، ال‌پی‌جی، محصولات پتروشیمی، فولاد، آلومینیوم و فراورده‌های نفتی فعالیت می‌کند. این شرکت به‌طور میانگین روزانه ۶۵۵ هزار بشکه نفت خام تولید می‌نماید.
ریاست هیئت مدیره شرکت قطر انرژی به‌طور سنتی، برعهده وزیر انرژی و صنایع قطر می‌باشد و هم‌اکنون محمد بن صالح السادة در این جایگاه فعالیت می‌کند. درآمد حاصل از نفت و گازی که توسط شرکت قطر انرژی به‌دست می‌آید، به‌طور متوسط ۶۰٪ از تولید ناخالص داخلی این کشور را شامل می‌شود. قطر انرژی یکی از بزرگ‌ترین شرکت‌های نفتی جهان، از نظر مالکیت مجموع ذخایر نفت‌وگاز می‌باشد.